# Carl Holzmann
Carl Holzmann (* 22. Februar 1849 in Schüttwa, Böhmen; † 14. September 1914 in Baden bei Wien) war ein österreichischer Architekt.

## Leben
Carl Holzmann erlernte den Beruf des Maurers. Nach Aufenthalten in Deutschland und Oberösterreich ließ er sich in Wien nieder. Er arbeitete in Liesing bei einem Baumeister und besuchte daneben die Bauschule des Mathias Prem. Von 1873 bis 1875 war er Baupolier bei Stadtbaumeister Sonnleithner und Baumeister Johann Sturany. 1875 bis 1877 studierte Holzmann an der Technischen Hochschule bei Heinrich von Ferstel. Danach arbeitete er bei der Union-Baugesellschaft, wobei er beim Bau des Justizpalastes als Vizepolier und beim Bau der Hofburg als Zeichner beteiligt war.
1885 erhielt Holzmann die Baumeisterkonzession und gründete ein eigenes Bauunternehmen, das er zunächst erfolgreich führte. 1906 wurde gegen die Firma ein Insolvenzverfahren eingeleitet, zu dem es wahrscheinlich wegen vorangegangener Fehlspekulationen gekommen war. In der Folge musste er alle seine Immobilien verkaufen und führte bis zu seinem Tod Bauaufträge von Stadt und Land aus.

## Bedeutung
Carl Holzmann begann bei seinen Bauten mit einem strengen Historismus. Spätere Bauten weisen Dekorationsformen des Secessionismus auf. Gebäude in der Nähe des Stadtzentrums wurden von ihm repräsentativ gestaltet, Gebäude an der Peripherie hingegen besitzen oftmals Elemente des Heimatstils. Holzmann kaufte oftmals Altbauten auf und errichtete dann nach eigenen Plänen an deren Stelle Neubauten. Er verwendete Elemente aller damals modernen Stile, arbeitete handwerklich geschickt, war aber generell wenig innovativ bezüglich Neuerungen und bewegte sich eher im Mainstream der Moderne.

## Werke
| Foto |                 | Baujahr   | Name                                                          | Standort | Beschreibung                                                                               | Metadaten                                                       |
| ---- | --------------- | --------- | ------------------------------------------------------------- | --- | ------------------------------------------------------------------------------------------ | --------------------------------------------------------------- |
| ja   | Datei hochladen | 1891      | Miethaus                                                      | Wien 4, Favoritenstraße 37 Standort                                                                         |                                                                                            | P84(Architekt): P131(Ort):                                      |
| ja   | Datei hochladen | 1891      | Miethaus                                                      | Wien 4, Weyringergasse 40 / Favoritenstraße 39 Standort                                                     |                                                                                            | P84(Architekt): P131(Ort):                                      |
| ja   | Datei hochladen | 1894      | Miethaus Paulanerhof                                          | Wien 4, Wiedner Hauptstraße 18–20 / Schleifmühlgasse 2 Standort                                             |                                                                                            | P84(Architekt): P131(Ort):                                      |
| ja   | Datei hochladen | 1894      | Miethaus                                                      | Wien 4, St.Elisabethplatz 6 / Argentinierstraße 42 Standort                                                 | Anmerkung: Entwurf Heinrich Adam                                                           | P84(Architekt): P131(Ort):                                      |
| ja   | Datei hochladen | 1895      | Miethaus                                                      | Wien 4, Favoritenstraße 44 / Rainergasse 2 Standort                                                         |                                                                                            | P84(Architekt): P131(Ort):                                      |
|      | Datei hochladen | 1896      | Miethaus                                                      | Wien 4, Frankenberggasse 13 / Wiedner Hauptstraße 13 Standort                                               | verändert Anmerkung: Dekor entfernt                                                        | P84(Architekt): P131(Ort):                                      |
| BW   | Datei hochladen | 1896      | Miethäuser                                                    | Wien 4, Paniglgasse 17 und 17A Standort                                                                     |                                                                                            | P84(Architekt): P131(Ort):                                      |
| BW   | Datei hochladen | 1896      | Hotel Kaiserhof                                               | Wien 4, Frankenberggasse 10 Standort                                                                        | Anmerkung: Entwurf Gustav Matthies                                                         | P84(Architekt): P131(Ort):                                      |
|      | Datei hochladen | um 1896   | Wohn- u.Geschäftshaus                                         | Wien 4, Favoritenstraße 36                                                                                  | zerstört Anmerkung: Entwurf Ludwig Fiala                                                   | P84(Architekt): P131(Ort):                                      |
| ja   | Datei hochladen | 1896–1897 | Habig-Hof HERIS-ID: 25643 Objekt-ID: 22079                    | Wien 4, Wiedner Hauptstraße 15–17 Standort                                                                  | Anmerkung: Zusammenfassung der Häuser 15 und 17 und Neufassadierung, Entwurf Heinrich Adam | P84(Architekt): P131(Ort):Wien Region-ISO:AT-9                  |
| ja   | Datei hochladen | 1896–1897 | Michael Schäffersches Stiftungshaus                           | Wien 4, Wiedner Hauptstraße 16 Standort                                                                     | Anmerkung: Entwurf Heinrich Adam                                                           | P84(Architekt): P131(Ort):                                      |
| BW   | Datei hochladen | 1897      | Miethaus                                                      | Wien 4, Tilgnerstraße 1 / Favoritenstraße 22 Standort                                                       |                                                                                            | P84(Architekt): P131(Ort):                                      |
| ja   | Datei hochladen | 1898      | Miethaus                                                      | Wien 4, Wiedner Hauptstraße 14 Standort                                                                     | Anmerkung: Entwurf Ludwig Baumann                                                          | P84(Architekt): P131(Ort):                                      |
| ja   | Datei hochladen | 1899      | Miethaus                                                      | Wien 4, Paulanergasse 8–10 / Wiedner Hauptstraße 26 Standort                                                | Anmerkung: Entwurf Gustav Richter                                                          | P84(Architekt): P131(Ort):                                      |
| ja   | Datei hochladen | 1900      | Miethaus Doppeltrakter                                        | Wien 4, Alois Drasche Park 6 – Johann Strauß-Gasse 36 Standort                                              |                                                                                            | P84(Architekt): P131(Ort):                                      |
| ja   | Datei hochladen | 1900–1901 | Miethaus Doppeltrakter                                        | Wien 4, Alois Draschepark 7 – Johann Strauß-Gasse 38 Standort                                               |                                                                                            | P84(Architekt): P131(Ort):                                      |
| BW   | Datei hochladen | 1900–1901 | Miethaus                                                      | Wien 4, Paniglgasse 18–20 Standort                                                                          |                                                                                            | P84(Architekt): P131(Ort):                                      |
|      | Datei hochladen | 1900–1901 | Miethaus                                                      | Wien 4, Alois Drasche-Park 5 / Kolschitzkygasse 23 Standort                                                 | zerstört                                                                                   | P84(Architekt): P131(Ort):                                      |
| ja   | Datei hochladen | 1902      | Miethaus                                                      | Wien 4, Johann Strauß-Gasse 40 Standort                                                                     |                                                                                            | P84(Architekt): P131(Ort):                                      |
| ja   | Datei hochladen | 1902      | Miethäuser                                                    | Wien 4, Johann Strauß-Gasse 43 und 45 Standort                                                              | Anmerkung: Dekor entfernt                                                                  | P84(Architekt): P131(Ort):                                      |
| BW   | Datei hochladen | 1902      | Miethaus                                                      | Wien 4, Gußhausstraße 4 Standort                                                                            | Anmerkung: Entwurf Eduard Prandl                                                           | P84(Architekt): P131(Ort):                                      |
| ja   | Datei hochladen | 1902      | Miethaus Doppeltrakter                                        | Wien 4, Alois Drasche Park 8 – Schelleingasse 46 Standort                                                   | Anmerkung: Entwurf Otto Wagner junior                                                      | P84(Architekt): P131(Ort):                                      |
| ja   | Datei hochladen | 1902      | Miethaus Doppeltrakter                                        | Wien 4, Alois Drasche Park 9 – Radeckgasse 1–3 Standort                                                     | Anmerkung: Entwurf Otto Wagner junior                                                      | P84(Architekt): P131(Ort):                                      |
| ja   | Datei hochladen | 1904      | Beamten-Siedlung „In der Hagenau“                             | Wien 13, In der Hagenau 9–27 Standort                                                                       |                                                                                            | P84(Architekt):Carl Holzmann P131(Ort):Wien Region-ISO:AT-9     |
| BW   | Datei hochladen | 1905      | Straßenhof                                                    | Wien 6, Köstlergasse 5–9 Standort                                                                           |                                                                                            | P84(Architekt): P131(Ort):                                      |
| ja   | Datei hochladen | 1905      | Wohnhäuser des Wiener Beamtenbau-Verein                       | Wien 12, Graf-Seilern-Gasse 14–18 Standort                                                                  |                                                                                            | P84(Architekt): P131(Ort):                                      |
| BW   | Datei hochladen | 1908      | Miethauskomplex                                               | Wien 4, Argentinierstraße 2 / Karlsplatz 11 / Karlsgasse 1 / Argentinierstraße 4–6 / Paniglgasse 2 Standort |                                                                                            | P84(Architekt): P131(Ort):                                      |
| ja   | Datei hochladen | 1912      | Wohnbauten für Straßenbahner HERIS-ID: 28973 Objekt-ID: 25590 | Wien 12, Johann-Hoffmann-Platz 10–15 / Oswaldgasse Standort                                                 |                                                                                            | P84(Architekt):Carl Holzmann P131(Ort):Meidling Region-ISO:AT-9 |
| BW   | Datei hochladen | vor 1902  | Miethaus                                                      | Wien 8, Piaristengasse 42 / Josefstädterstraße 28 Standort                                                  | Anmerkung: Dekor entfernt                                                                  | P84(Architekt): P131(Ort):                                      |